# Ermensee
Ermensee är en ort och kommun i distriktet Hochdorf i kantonen Luzern, Schweiz. Kommunen har 1 032 invånare (2023).